# Ukmar
Ukmar je priimek več znanih Slovencev:
- Anton Ukmar (1796–1877), duhovnik
- Anton Ukmar (1805–1897), duhovnik
- Anton Ukmar (1900–1978), revolucionar, španski borec, italijanski partizan, politični delavec
- Berta Ukmar (1920–1999), igralka
- Drago Ukmar (1930–1989), strokovnjak za ladjedelništvo
- Jakob Ukmar (1878–1971), duhovnik, nabožni pisec, narodnoobrambni delavec, svetniški kandidat
- Josip Ukmar (1894–1982), naravoslovec, fitocenolog, publicist
- Jurij Ukmar (1777–1844), duhovnik
- Kristijan Ukmar (* 1939), dirigent, glasbeni organizator
- Leon Ukmar, kitarist
- Martin Ukmar ("tovariš strmoglavljeni"), glasbenik, tonski tehnik, zvočni umetnik, pevec, skladatelj
- Mileva Ukmar (1906–1971), gledališka igralka
- Nina Ukmar Mezinec, kriminalistična inšpektorica
- Stefano Ukmar, slovenski politik v Italiji
- Tanja Ukmar, pevka
- Tone Ukmar (* 1941), kolesar
- Vilko Ukmar (1905–1991), skladatelj, muzikolog, prof. AG in FF UL